# Воярмолылькы
Воярмолылькы (устар. Веярмолькы) — река в России, протекает по территории Ямало-Ненецкого автономного округа. Устье реки находится в 297 км по левому берегу реки Таз. Длина реки составляет 169 км.

## Притоки
- 37 км: Мотылькы
- 79 км: Иннэль-Воярмолылькы
- 102 км: Нярыльунды
- 123 км: Верхняя

## Данные водного реестра
По данным государственного водного реестра России относится к Нижнеобскому бассейновому округу, водохозяйственный участок реки — Таз. Речной бассейн реки — Таз.
Код объекта в государственном водном реестре — 15050000112115300069978.